# Historique du parcours africain du Canon Yaoundé
 (avril 2014).
Cette page présente l'historique du parcours du Canon Yaoundé en coupes africaines.

## Ligue des champions de la CAF
12 participations
- 1971 : Champion
- 1972 : Second tour
- 1978 : Champion
- 1980 : Champion
- 1981 : Second tour
- 1983 : Quart de finale
- 1986 : Demi-finale
- 1987 : Demi-finale
- 1992 : Second tour
- 2003 : Phase de groupes
- 2004 : Huitièmes de finale
- 2007 : Tour préliminaire

## Coupe de la CAF
3 participations
- 1993 : Second tour
- 1999 : Demi-finale
- 2004 : Huitièmes de finale

## Coupe d'Afrique des vainqueurs de coupe
7 participations
- 1976 : 1er tour
- 1977 : Finaliste
- 1979 : Champion
- 1984 : Finaliste
- 1994 : Second tour
- 1996 : Demi-finale
- 2000 : Finaliste